# Peabo Bryson
Peabo Bryson, właśc. Robert Peabo Bryson (ur. 13 kwietnia 1951 w Greenville) – amerykański piosenkarz, dwukrotny laureat nagrody Grammy.

## Życiorys
Urodził się w Greenville. Jest znanym piosenkarzem soft-rock ballad (często w duecie z wokalistami). Nagrał kilka piosenek do filmów Disneya. Jego zawód to piosenkarz, producent muzyczny, tancerz, kompozytor, klawiszowiec, perkusja, bongosy. Lata jego działalności to 1976-obecnie. Bryson ma córkę o imieniu Linda.

## Kariera
Bryson zdobył nagrodę Grammy w 1992 roku za wykonanie utworu "Beauty and the Beast" z Céline Dion, a druga w 1993 r. za "A Whole New World (Aladdin's Theme)" z Reginą Belle.

## Największe duety
- "Here We Go", z Minnie Riperton
- "Gimme Some Time", z Natalie Cole
- "Beauty and the Beast", z Céline Dion
- "Light The World", z Deborah Gibson
- "The Gift", z Roberta Flack
- "I Can't Imagine", z Regina Belle
- "A Whole New World (Aladdin' s Theme)", z Regina Belle
- "Tonight I Celebrate My Love", z Roberta Flack
- "The Best Part", z Nadia Gifford
- "Lovers After All", z Melissa Manchester
- "You Are My Home" (from The Scarlet Pimpernel) z Linda Eder
- "By the Time This Night Is Over" z Kenny G
- "Without You", z Kumi Kōda
- "As Long As There's Christmas", z Roberta Flack
- "Beauty and the Beast", z Minako Honda